# Esclerosi (medicina)

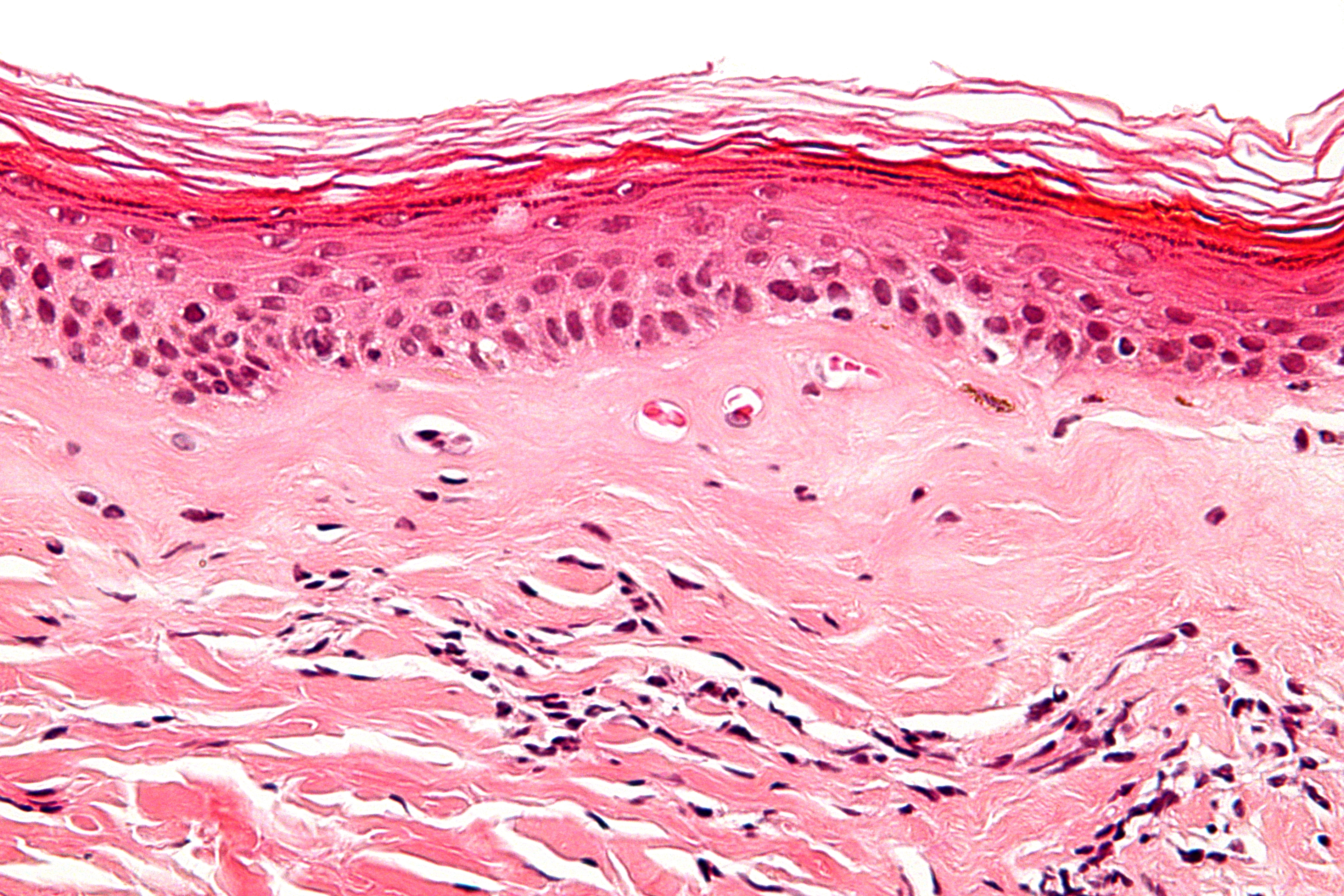
Micrografia d'esclerosi subepitelial (part del mig de la imatge) en el cas d'esclerosi liquènica, Tinció d'HE.

L'esclerosi (del grec sklerós, 'dur') en medicina és un enduriment de l'òrgan o teixit degut a un increment dels teixits conjuntius. L'esclerosi és, per tant, una malaltia que deriva d'una altra, no és una malaltia autònoma.
La malaltia acostuma a produir-se degut a un dany del teixit com a resultat d'inflamacions, problemes de perfusió o també processos d'envelliment. Igualment, també una malaltia autoimmunitària pot acabar en una esclerosi. La conseqüència
és una producció incontrolada de teixit conjuntiu que ocasiona un enduriment. Els òrgans afectats s'endureixen i perden elasticitat.

## Exemples d'esclerosi
- Esclerosi lateral amiotròfica també anomenada esclerosi lineal o malaltia de Lou Gehrig, és progressiva, incurable i normalment mortal, afecta les neurones motrius
- Ateroesclerosi un dipòsit de greix a les arteries que les endureix
- Glomeruloesclerosi segmental focal ataca el sistema de filtratge dels ronyons (glomèruls),[2] en infants adolescents i adults (on és una causa important de fallada dels ronyons
- Esclerosi múltiple o esclerosi focal,[3] malaltia del sistema nerviós central.
- Cirrosi hepàtica
- Esclerosi sistèmica esclerodèrmia progressiva i sistèmica, una malaltia rara que afecta la pell i en alguns casos la sang i òrgans interns
- Osteoesclerosi condició on s'incrementa la densitat dels ossos
- Otoesclerosi
- Colangitis esclerosant primària un enduriment del conducte biliar
- Esclerosi lateral primària afebliment muscular progressiu en els músculs voluntaris.
- Esclerodèrmia
- Esclerosi tuberosa una malaltia genètica rara que afecta diversos sistemes.
- Esclerosi en plaques o esclerosi disseminada, afecció crònica i progressiva del sistema nerviós causada per l'aparició de zones de desmielinització de la substància blanca, anomenades plaques.
- Esclerosi sistemàtica progressiva, manifestació generalitzada de l'esclerodèrmia.